# Swarthmore (Pennsylvania)
Swarthmore è una cittadina degli Stati Uniti d'America, nella Contea di Delaware, 17 km a sud-ovest di Filadelfia, nello Stato della Pennsylvania. Swarthmore in origine si chiamava Westdale, in onore del famoso pittore Benjamin West, che fu uno dei primi abitanti della città. Il nome fu cambiato in Swarthmore dopo la creazione dello Swarthmore College

## Geografia fisica
Swarthmore si trova alle coordinate geografiche 39° 54′ 6″ N 75° 20′ 49″ O (39,901788 -75,347083).
Secondo lo United States Census Bureau, la cittadina ricopre una superficie di 3,6 km².

## Società

### Evoluzione demografica
Al censimento del 2000 c'erano 6.170 persone, 1.993 gruppi famigliari e 1.347 famiglie residenti a Swarthmore. La densità della popolazione era di 1,726 ab./km². C'erano 2.064 unità abitative con una densità media di 577,5 u.a./km². La composizione razziale della cittadina era 85,7% bianchi, 5,49% asiatici, 4,72% afroamericani, 0,24% nativi americani, 0,05% provenienti dalle isole dell'oceano Pacifico, 1,07% di altre razze e 2,56% di due o più razze. Gli ispanici ed i latini erano il 3,37% della popolazione.
C'erano 1.993 gruppi famigliari, dei quali il 32,6% aveva bambini di età inferiore ai 18 anni che vivevano con loro, il 59,1% erano coppie sposate che vivevano insieme, il 6,9% aveva come capofamiglia una donna e non un uomo ed il 32,4% non erano famiglie. Il 27,5% di tutti i gruppi famigliari erano formati da una sola persona ed il 12,2% aveva qualcuno che viveva da solo a 65 o più anni. La media dei membri dei gruppi famigliari era 2,47 e quella delle famiglie 3,04.
Nella cittadina la popolazione era divisa in: 20,5% sotto i 18 anni, 24,4% dai 18 ai 24, 18,9% dai 25 ai 44, 22,4% dai 45 ai 64 e 13,8% che hanno 65 o più anni. L'età media era di 33 anni. Ogni 100 femmine c'erano 89,7 maschi. Ogni 100 femmine con almeno 18 anni c'erano 86,9 maschi.
Il reddito medio per ogni gruppo famigliare di Swarthmore era di 82.653 $ ed il reddito medio per ogni famiglia era di 105.874 $. I maschi avevano un reddito medio di 71.750 $ contro i 51.117 $ delle femmine. Il reddito medio pro capite della cittadina era di 40.482 $. Circa lo 0,5% delle famiglie ed il 2,1% della popolazione erano sotto la soglia di povertà, tra cui nessuno sotto i 18 anni ed l'1,7% con almeno 65 anni.

## Educazione
Swarthmore si trova nel distretto scolastico Wallingford-Swarthmore. Secondo la politica dello Stato della Pennsylvania, Swarthmore è troppo piccola per avere dei licei propri.
Swarthmore si trova all'interno del distretto scolastico di Wallingford-Swarthmore. Nel 1983, il distretto fu formato dalla fusione con del distretto scolastico di Nether Providence e  di Swarthmore-Rutledge. Gli studenti delle scuole pubbliche frequentano: la Swarthmore-Rutledge Elementary School, ospitata nella vecchia Swarthmore High School, fino a 5 anni;la Strath Haven Middle School, dai 6 agli 8 anni; e la Strath Haven High School, dai 9ai 12 anni.
L'unica scuola privata del distretto è la George Crothers Memorial School, ospitata nella vecchia Rutgers Avenue School. La scuola cattolica di Notre Dame de Lourdes si trova adiacente al distretto.
Per l'istruzione superiore, il distretto è sede dello Swarthmore College, un college privato di arti liberali noto e riconosciuto nell'ambito accademico.

### Scuole pubbliche
- Kids' Place
- Nether Providence Elementary School
- Swarthmore-Rutledge Elementary School
- Wallingford Elementary School
- Strath Haven Middle School
- Strath Haven High School

### Scuole private
- Ancona Montessori School
- George Crothers Memorial School
- Notre Dame de Lourdes Catholic School

## Istituzioni culturali
Lo Scott Arboretum si trova nei terreni dello Swarthmore College.

## Infrastrutture e trasporti
La stazione ferroviaria di Swarthmore, una stazione della Ferrovia Regionale SEPTA, si trova tra il college ed il centro cittadino.